# Thyrsodium spruceanum
Thyrsodium spruceanum är en sumakväxtart som beskrevs av George Bentham. Thyrsodium spruceanum ingår i släktet Thyrsodium och familjen sumakväxter. Inga underarter finns listade i Catalogue of Life.